# Biblioteca Joanina

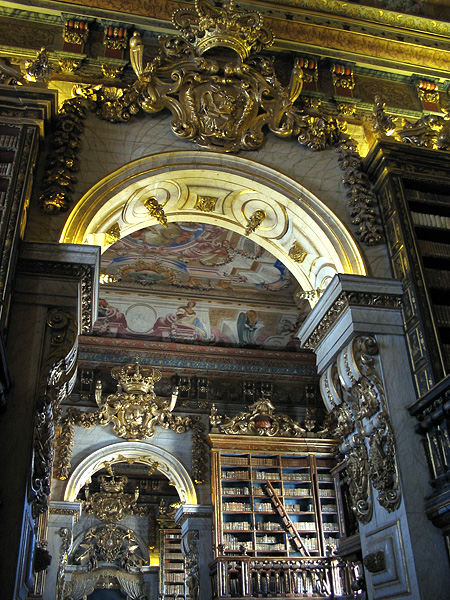
L'interno della Biblioteca Joanina, uno dei monumenti più visitati di Coimbra

La biblioteca Joanina è la biblioteca, in stile barocco, dell'Università di Coimbra, costruita nel XVIII secolo durante il regno del re Giovanni V e che porta il suo nome. Si trova nella parte alta di Coimbra, nel complesso dell'università e nel centro storico, vicino alla torre dell'università.
Sopra la porta d'ingresso, si trova lo stemma nazionale dell'epoca in cui venne costruita. All'interno, ci sono tre grandi saloni divisi da archi decorati, nello stesso stile del portale e realizzati interamente da artisti portoghesi. Le pareti sono ricoperte da scaffalature a due piani, in legni esotici dorati o dipinti. I soffitti, dipinti dagli artisti di Lisbona, Simões Ribeiro e Vicente Nunes, si fondono armoniosamente con il resto della decorazione. La biblioteca contiene circa 250.000 volumi, opere di medicina, geografia, storia, discipline umanistiche, scienze, diritto civile e canonico, filosofia e teologia. Essa è monumento nazionale e ha un valore storico inestimabile oltre ad essere una delle principali attrazioni turistiche e tra i monumenti più antichi della città di Coimbra.

## Galleria d'immagini

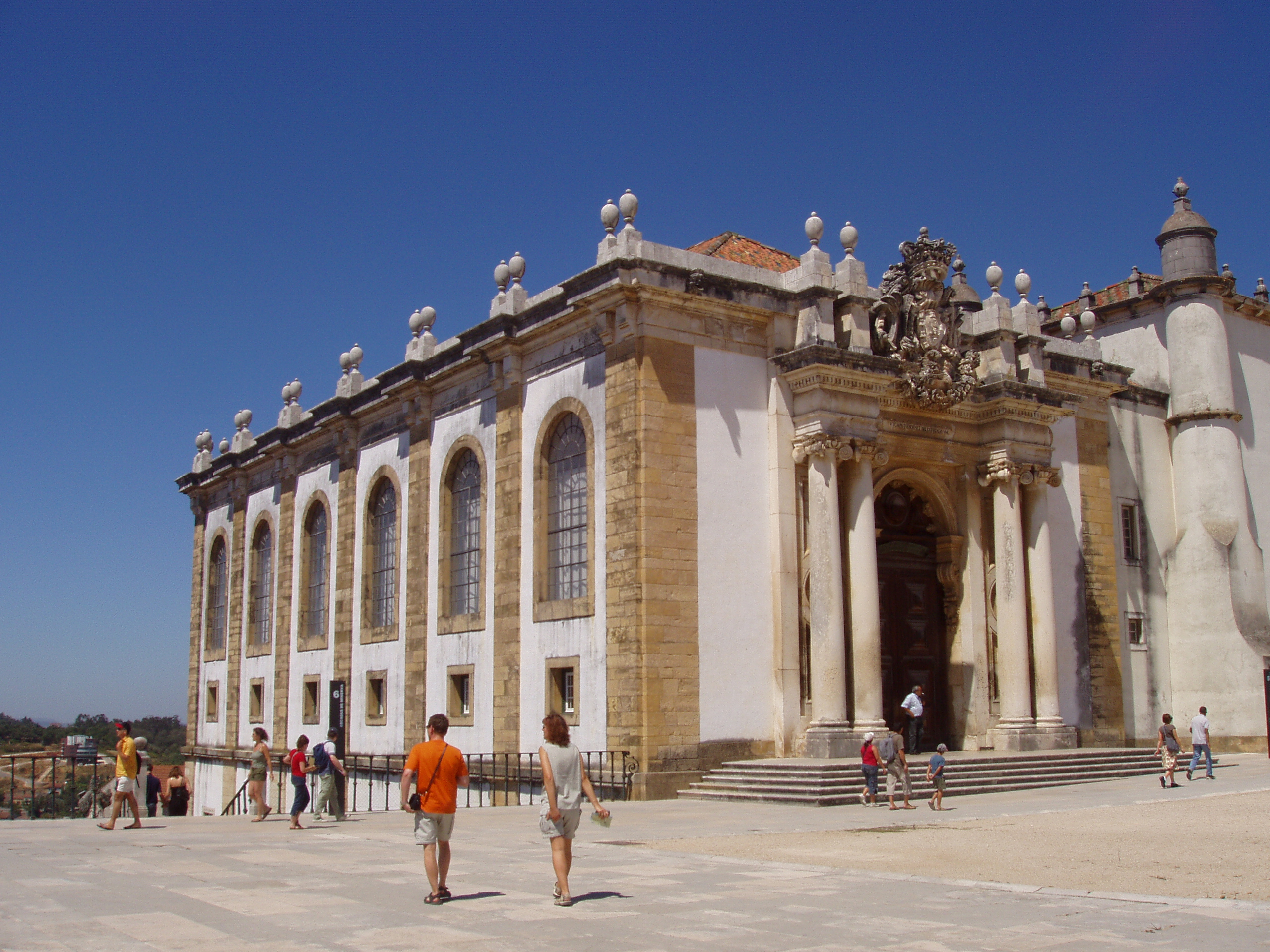
Esterno della biblioteca Joanina
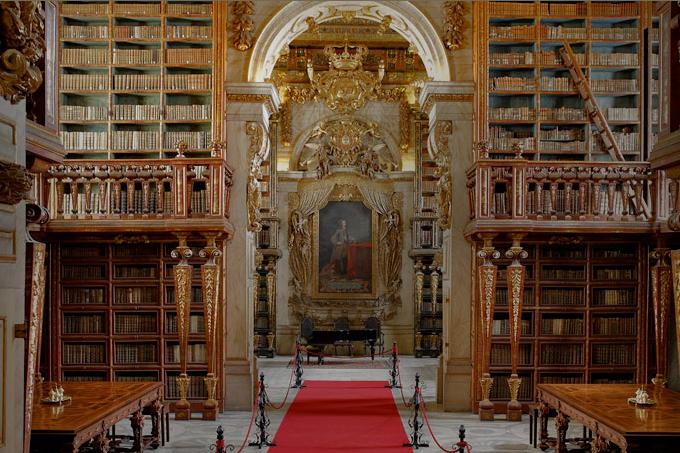
Interno della biblioteca Joanina